# 橋良町
橋良町（はしらちょう）は、愛知県豊橋市の地名。

## 地理
豊橋市中央部に位置する。西は柱八番町・小浜町、北は柱九番町、南東は富本町に接する。

### 字一覧
- 寿庵（じゅあん）[WEB 5]
- 東郷（とうごう）[WEB 5]
- 西中山（にしなかやま）[WEB 5]
- 東新切（ひがししんきり）[WEB 5]
- 東中山（ひがしなかやま）[WEB 5]
- 平野（ひらの）[WEB 5]
- 向山（むかいやま）[WEB 5]

## 歴史

### 人口の変遷
国勢調査による人口および世帯数の推移。
| 1995年（平成7年）  | 261世帯 728人  |  |
| 2000年（平成12年） | 196世帯 533人  |  |
| 2005年（平成17年） | 377世帯 1010人 |  |
| 2010年（平成22年） | 395世帯 1041人 |  |
| 2015年（平成27年） | 375世帯 964人  |  |
| 2020年（令和2年）  | 386世帯 933人  |  |

### 沿革
- 江戸時代 - 吉田藩領の三河国渥美郡橋良村として所在[2]。
- 1878年（明治11年） - 福岡村の一部となる[2]。
- 1932年（昭和7年） - 高師村大字福岡の一部となる[2]。
- 1946年（昭和21年） - 一部が西橋良町・東橋良町・中橋良町・松村町・有楽町・入船町・花中町・鴨田町・堂坂町にそれぞれ編入される[2]。
- 1948年（昭和23年） - 一部が柱一番町から柱九番町にそれぞれ編入される[2]。
- 1951年（昭和26年） - 一部が藤沢町・東小浜町にそれぞれ編入される[2]。

## 交通
- 愛知県道豊橋田原線[1]
- 愛知県道平井牟呂大岩線[1]

## 施設
- 三河情報処理センター[1]
- 愛知県三河総合保健センター[1]
- 愛知県豊橋赤十字血液センター[1]
- 豊橋市南部学校給食共同調理場[1]
- 福岡校区市民館[1]
- 豊橋市立福岡小学校[1]
- 中野校区市民館[1]
- 豊橋市立中野小学校[1]
- 市営中野住宅[1]
- NTT豊橋電報電話局南栄局舎[1]

### WEB
1. ↑  “愛知県豊橋市の町丁・字一覧”.   人口統計ラボ. 2023年4月13日閲覧。
2. 1 2  総務省統計局 (2022年2月10日). “令和2年国勢調査の調査結果(e-Stat) - 男女別人口，外国人人口及び世帯数－町丁・字等” (CSV). 2023年8月2日閲覧。
3. ↑  “愛知県豊橋市の郵便番号一覧”.   日本郵便. 2023年4月13日閲覧。
4. ↑  “市外局番の一覧” (PDF).   総務省 (2022年3月1日). 2022年3月22日閲覧。
5. 1 2 3 4 5 6 7  “愛知県豊橋市 住所一覧から地図を検索”.   ONE COMPATH. 2023年8月17日閲覧。
6. ↑  総務省統計局 (2014年3月28日). “平成7年国勢調査の調査結果(e-Stat) - 男女別人口及び世帯数 －町丁・字等” (CSV). 2021年7月20日閲覧。
7. ↑  総務省統計局 (2014年5月30日). “平成12年国勢調査の調査結果(e-Stat) - 男女別人口及び世帯数 －町丁・字等” (CSV). 2021年7月20日閲覧。
8. ↑  総務省統計局 (2014年6月27日). “平成17年国勢調査の調査結果(e-Stat) - 男女別人口及び世帯数 －町丁・字等” (CSV). 2021年7月21日閲覧。
9. ↑  総務省統計局 (2012年1月20日). “平成22年国勢調査の調査結果(e-Stat) - 男女別人口及び世帯数 －町丁・字等” (CSV). 2021年7月21日閲覧。
10. ↑  総務省統計局 (2017年1月27日). “平成27年国勢調査の調査結果(e-Stat) - 男女別人口及び世帯数 －町丁・字等” (CSV). 2021年7月21日閲覧。

### 書籍
1. 1 2 3 4 5 6 7 8 9 10 11 12 13 14  「角川日本地名大辞典」編纂委員会 1989, p. 1793.
2. 1 2 3 4 5 6  「角川日本地名大辞典」編纂委員会 1989, p. 1067.